# Catalunya 2003
Cataluña 2003 (traducida al castellano Cataluña 2003) fue una asociación política, liderada por exsecretario general de Convergència Democràtica de Catalunya Pere Esteve, que tenía por finalidad promover activamente la soberanía de Cataluña y la participación ciudadana.

## Historia
Fundada por Pere Esteve, exsecretario general de CDC cuando éste abandonó dicho partido por su desacuerdo con la política de pactos con el Partido Popular, estuvo presidida por Miquel Strubell, promovida y activada, junto con él, por Pere Esteve, María Mercè Roca, Isabel Nonell, Joan Costa i Font, María Luisa Fabra, Isabel Galobardes y otros. Llegó a tener más de un millar de apoyos entre socios y entidades colaboradoras.
Fue una plataforma de encuentro de gente de diversas filiaciones políticas. Se llevaron a cabo diversas reuniones sectoriales y territoriales de una forma sistemática. También publicaron entre 2002 y 2003 un conjunto de documentos de trabajo. Dos documentos sobre soberanía y bienestar escritos por Joan Costa i Font con Ramón Tremosa tuvieron mucha influencia tanto en los programas de los partidos políticos como en cuanto a situar en la agenda política el problema de la financiación de Cataluña y el déficit fiscal, así como la necesidad de reformas sanitarias en el ámbito de la dependencia, siendo dos cuestiones que han sido aspectos clave del debate políticos en los años siguientes.
La asociación fue conocida por su carácter transversal, que la permitió llegar más allá de los partidos. En las elecciones autonómicas de 2003 y generales de 2004 aportó miembros en las listas electorales de Esquerra Republicana de Catalunya como independientes. Isabel Nonell y María Mercè Roca, miembros del comité ejecutivo de la asociación, fueron miembros del Parlamento de Cataluña durante la legislatura 2003-2007. También aportó algunos miembros en el gobierno, particularmente Isabel Galobardes como directora general de Turismo, y el mismo Pere Esteve fue consejero de Comercio, Consumo y Turismo.
La asociación se mantuvo activa hasta la muerte de Pere Esteve en 2005. Entonces se disolvió y algunos de sus miembros pasaron a formar parte de Esquerra Republicana de Catalunya. Otros miembros siguen haciendo su tarea desde la sociedad civil y en otras plataformas como Sobirania i Progrés.
- Datos: Q8342776